# Oliver Mwimba
Oliver Mwimba (* 6. November 1994) ist ein kongolesischer Leichtathlet, der sich auf den Sprint spezialisiert hat.

## Sportliche Laufbahn
Erste Erfahrungen bei internationalen Meisterschaften sammelte Oliver Mwimba im Jahr 2019, als er bei der Sommer-Universiade in Neapel mit 11,09 s in der Vorrunde im 100-Meter-Lauf ausschied und auch über 200 Meter mit 22,40 s nicht über den Vorlauf hinauskam. 2021 nahm er dank einer Wildcard über 100 Meter an den Olympischen Sommerspielen in Tokio teil und überstand dort die Vorausscheidungsrunde und schied dann mit 10,97 s in der regulären ersten Runde aus. Im Jahr darauf kam er bei den Afrikameisterschaften in Port Louis mit 10,53 s nicht über die Vorrunde über 100 Meter hinaus und belegte mit der kongolesischen 4-mal-100-Meter-Staffel in 41,24 s den sechsten Platz. 2023 schied er bei den Spielen der Frankophonie mit 10,57 s im Halbfinale über 100 Meter aus und belegte mit der 4-mal-100-Meter-Staffel in 40,58 s den fünften Platz. Im Jahr darauf kam er bei den Afrikaspielen in Accra mit 10,86 s nicht über den Vorlauf über 100 Meter hinaus und verpasste mit der Staffel mit 40,57 s den Finaleinzug. Im Juni schied er dann bei den Afrikameisterschaften in Douala mit 10,51 s im Halbfinale über 100 Meter aus.

## Persönliche Bestleistungen
- 100 Meter: 10,28 s (+1,7 m/s), 6. März 2021 in Sasolburg (kongolesischer Rekord)
  - 60 Meter: 6,80 s (0,0 m/s), 18. Februar 2023 in Pretoria
- 200 Meter: 21,48 s (+1,5 m/s), 27. Februar 2021 in Pretoria